# Heraeus plebejus
Heraeus plebejus är en insektsart som beskrevs av Carl Stål 1874. Heraeus plebejus ingår i släktet Heraeus och familjen Rhyparochromidae. Inga underarter finns listade i Catalogue of Life.